# Легенды дикого запада
«Легенды дикого запада» (англ. Tall Tale; другое название — «Небылицы») — приключенческий, фантастический фильм 1995 года в жанре вестерн. В главных ролях снялись Патрик Суэйзи, Ник Стал, Оливер Платт, Роджер Аарон Браун, Стивен Лэнг, Скотт Гленн, Кэтрин О'Хара и Джаред Харрис.
Фильм снял режиссёр Джеремайя Чечик, сценарий написали Стивен Блум и Роберт Родэт. Фильм был снят на студиях Caravan Pictures и Walt Disney Pictures. Премьера состоялась 24 марта 1995 года.

## Сюжет
Долгими вечерами Дэнни с увлечением слушает рассказы о легендарных героях Дикого Запада. А днем он сталкивается с насилием и несправедливостью: преступные дельцы пытаются отнять у отца ферму, их единственную надежду на выживание.
И, когда шансов на спасение уже не остается, на помощь мальчику приходят легендарные герои.

## В ролях
- Патрик Суэйзи — Пекос Билл
- Ник Стал — Дэниел Хэкетт
- Оливер Платт — Пол Баньян
- Роджер Аарон Браун — Джон Генри
- Скотт Гленн — Дж. П. Стилс
- Кэтрин О'Хара — Бедовая Джейн
- Стивен Лэнг — Джонас Хэкетт
- Джаред Харрис — Хед Саг Паг
- Скотт Уилсон — Зеб